# Vlag van Wetterskip De Waadkant

Vlag van het waterschap Wetterskip De Waadkant
(ca. 1998-2004)

De vlag van Wetterskip De Waadkant werd op onbekende datum omstreeks 1998 vastgesteld aan het Friese waterschap Wetterskip De Waadkant toegekend. In 2004 ging het waterschap op in het wetterskip Fryslân. Hiermee verviel de vlag.

## Beschrijving
De beschrijving van de vlag is als volgt:
in geel een ingebogen broekingsdriehoek van blauw, verlengd met 1/3 vlaghoogte en met een top die vanaf het midden van de vlag uitloopt in een blauw klaverblad, over de volle vlucht; op het blauw aan de broekzijde een gele zespuntige ster.
De vlag is een vereenvoudigde afbeelding van het wapen van deze waterschap, terwijl de wimpel op beide is gebaseerd.

## Verwante symbolen

Wapen van Wetterskip De Waadkant

Aa en Maas · Amstel, Gooi en Vecht · Brabantse Delta · Delfland · De Dommel · Drents Overijsselse Delta · Fryslân · Hollands Noorderkwartier · Hollandse Delta · Hunze en Aa's · Limburg · Noorderzijlvest · Rijn en IJssel · Rijnland · Rivierenland · Scheldestromen · Schieland en de Krimpenerwaard · De Stichtse Rijnlanden · Vallei en Veluwe · Vechtstromen · Zuiderzeeland
Voormalige waterschappen: 
De Aa · De Aarlanden · Alblasserwaard en de Vijfheerenlanden · De Alm · Amelander Grieën · Amstel- en Gooiland · Amstelland · Boarn en Klif · De Bovenvecht · Drentse Aa · Duurswold · Eemszijlvest · Goeree-Overflakkee · Gouwelanden · Groot Maas en Waal · Groot-Haarlemmermeer · Groot-Waterschap van Woerden · Groote Waard · Haarlemmermeerpolder · Hulster Ambacht · IJsselmonde · Krimpenerwaard · Land van Heusden en Altena · Het Lange Rond · Lauwerswâlden · Leidse Rijn · Linge · De Maaskant · Het Maasterras · Mark en Dintel · Marne-Middelsee · Meer en Woude · De Middelsékrite · De Nederwaard · Noord-Beveland · Noord- en Zuid-Beveland · Noord-Limburg · Noord-Veluwe · Noordhollands Noorderkwartier · Noordoostpolder · Noordwoude · Oldambt · Oude IJssel · De Overwaard · De Proosdijlanden · Purmer · Regge en Dinkel · De Runde · Salland · Schermer · Schieland · De Schipbeek · Schouwen-Duiveland · Sevenwolden · De Stellingwerven · Tholen · Tusken Waed en Ie · Uitwaterende Sluizen in Kennemerland en West-Friesland · De Vechtlanden · De Vier Noorder Koggen · Het Vrije van Sluis · De Waadkant · Walcheren · Waterland · De Waterlanden · Westergo's IJsselmeerdijken · Westerkwartier · Westfriesland · Wilck en Wiericke · Wilhelminapolder · Zuiveringschap Limburg